# Adam Ferdynand Adamowicz
Adam Ferdynand Adamowicz (ur. 6 grudnia 1802 w Wilnie, zm. 30 kwietnia 1881 tamże) – polski lekarz i lekarz weterynarii, historyk nauki. Był jednym z pionierów polskiej weterynarii oraz twórcą polskiego słownictwa weterynaryjnego.

## Życiorys
Syn Józefa i Zofii z Jocherów. Do gimnazjum uczęszczał w Wilnie, gdzie również w latach 1818–1822 studiował przyrodę i medycynę, uzyskując w 1824 tytuł dr. med. Od roku 1822 był pomocnikiem Ludwika Henryka Bojanusa, a od 1828, po odbyciu uzupełniających studiów adiunktem.
W latach 1823–1828 wykładał w pierwszej w Polsce szkole weterynaryjnej przy Cesarskim Uniwersytecie Wileńskim, a w 1832–1842 na Oddziale Weterynarii Akademii Medyko-Chirurgicznej w Wilnie. W roku 1834 otrzymał tam tytuł profesora. Wykładał tam epizoosocjologię i anatomię porównawczą dla medyków oraz patologię i terapię dla lekarzy weterynaryjnych, od 1838 wykładał również historię medycyny. Po zamknięciu Akademii w roku 1842 Adamowicz pozostał w Wilnie, pracując jako naczelny lekarz szpitala żydowskiego.
W 1841 został prezesem Wileńskiego Towarzystwa Lekarskiego.
Napisał pierwsze polskie prace weterynaryjne na poziomie uniwersyteckim, m.in. Nauka utrzymania i ulepszania zwierząt domowych ... (1836), O poznawaniu i leczeniu chorób zwierząt domowych ... (1838), Zoonomia weterynaryjna ... (1841).
Opracował Rys postępu anatomii w Polsce i na Litwie do przetłumaczonego dzieła Georges’a Cuviera Historia nauk przyrodniczych (1855).
Był jednym z autorów haseł do 28 tomowej Encyklopedii Powszechnej Orgelbranda z lat 1859–1868. Jego nazwisko wymienione jest w I tomie z 1859 roku na liście twórców zawartości tej encyklopedii. W 1872 otrzymał doktorat honorowy UJ. 
Członek Wileńskiej Komisji Archeologicznej. 20 sierpnia 1861 został przyjęty w poczet Francuskiego Towarzystwa Botanicznego. Pochowany zzostał pierwotnie na cmentarzu ewangelickim w Wilnie po likwidacji cmentarza przeniesiono jego nagrobek w 1962 na wileńską Rossę.
Pozostawił ok. 90 drukowanych prac.